# Solariella elegantula
Solariella elegantula is een slakkensoort uit de familie van de Solariellidae. De wetenschappelijke naam van de soort is voor het eerst geldig gepubliceerd in 1925 door Dall.